# Quartier des Archives
Das Quartier des Archives ist das elfte der 80 Quartiers (Stadtviertel) im 3. Arrondissement von Paris.

Die Stadtviertel im 3. Arrondissement

## Lage
Der Verwaltungsbezirk im 3. Arrondissement von Paris wird von folgenden Straßen begrenzt:
- Westen: ein Teil der Rue des Archives
- Osten: Boulevard Beaumarchais
- Süden: Rue des Francs-Bourgeois und Rue du Pas de la Mule
- Norden: ein Teil der Rue Pastourelle, dann die Rue de Poitou und die Rue du Pont aux Choux

## Namensursprung
Sein Name kommt daher, weil hier die Gebäude der nationalen Archive (im Hôtel de Soubise und Hôtel de Rohan ) stehen.

## Sehenswürdigkeiten
- Musée des Archives Nationales - Hôtel de Soubise im Park Jardin des Archives nationales
- Musée Picasso
- Musée Cognacq-Jay
- Musée Carnavalet